# Clare Groganová
Clare Patricia Groganová (* 17. března 1962, Glasgow), známá jako Clare Grogan nebo i jako C. P. Grogan, je skotská herečka a zpěvačka.
V jejím rodném Glaskow spolu se dvěma sestrama navštěvovala klášterní školu Notre Dame. Ve věku 17. let během tance na Glasgow College of Technology vypukl boj mezi několika patrony. Grogan se pokusila o odvrácení násilí, ale byla zraněna rozbitým sklem, což způsobilo hlubokou ránu, a zůstala jí výrazná jizva na levé straně obličeje. Grogan tvrdí, že její rodiče mají stále potíže se čtením o incidentu. Začala natáčet Gregory's Girl pouhé tři mesíce po incidentu.
V roce 1998, kdy pracovala v divadle ve Watfordu, bylo zjištěno, že část skla byla v obličejové tkání a muselo být chirurgicky odstraněno.
Původně pracovala jako servírka v baru, kde ji objevil Bill Forsyth a obsadil ji do hlavní ženské role v romantické komedii Gregory's Girl. Nejznámější postavou, kterou hrála, je Kristina Kochanská v první řadě seriálu Červený trpaslík. Hrála také v seriálech Taggart, EastEnders a Skins a ve filmu Druhá šance na lásku. V letech 1981—1983 zpívala ve skupině Altered Images, která byla významným představitelem novovlnné hudby ve Skotsku. Jejím manželem je hudebník Steve Lironi, v roce 2005 adoptovali dceru Lucii.